# Heodes virginalis
Heodes virginalis är en fjärilsart som beskrevs av Charles Oberthür 1905. Heodes virginalis ingår i släktet Heodes och familjen juvelvingar. Inga underarter finns listade i Catalogue of Life.